# Sportjahr 1922
Liste der Sportjahre

◄◄ | ◄ | 1918 | 1919 | 1920 | 1921 | Sportjahr 1922 | 1923 | 1924 | 1925 | 1926 | ► | ►►

Weitere Ereignisse

## Ereignisse

### Mehrdisziplinenveranstaltungen
- Die Deutschen Kampfspiele werden erstmals durchgeführt. Für die deutschen Sportler sollen diese Kampfspiele jetzt die Idee der Olympischen Spiele neu definieren, zumal sie 1920 und 1924 als indirekte Folge des Ersten Weltkrieges von denselben auf internationaler Ebene ausgeschlossen sind. Durch die Namensgebung wird jetzt, anders als früher, eine Abkehr von Pierre de Coubertins olympischem Gedanken ausgedrückt.

### Badminton
Höhepunkte des Badmintonjahres 1922 waren die All England, die Irish Open und die Scottish Open.

### Internationale Veranstaltungen
| Veranstaltung | Herreneinzel       | Dameneinzel       | Herrendoppel                     | Damendoppel                           | Mixed                                     |
| ------------- | ------------------ | ----------------- | -------------------------------- | ------------------------------------- | ----------------------------------------- |
| All England   | George Alan Thomas | Kitty McKane      | Guy Sautter Frank Devlin         | Margaret Rivers Tragett Hazel Hogarth | George Alan Thomas Hazel Hogarth          |
| Irish Open    | Guy Sautter        | -                 | G. S. B. Mack George Alan Thomas | Marjorie Barrett Kitty McKane         | Guy Sautter Eveline Peterson              |
| Scottish Open | George Alan Thomas | nicht ausgetragen | R. A. J. Goff Frank Devlin       | Eveline Peterson D. M. Aitken         | George Alan Thomas Lavinia Clara Radeglia |

### Bergsteigen
- 5. Mai: Die Britische Mount-Everest-Expedition 1922 ist die erste Expedition, die ausdrücklich die Erstbesteigung des Mount Everest zum Ziel hat. Diese Expedition ist die erste, bei der Sauerstoff aus Druckflaschen als Besteigungshilfe eingesetzt wird. Nach zwei gescheiterten Besteigungsversuchen endet die Expedition am 7. Juni mit einem schweren Unglück beim dritten Versuch.

### Fußball
- 17. September bis 22. Oktober: Am Campeonato Sudamericano 1922 nehmen erstmals alle fünf Mitglieder der CONMEBOL teil. Alle Spiele werden im Ligasystem in Rio de Janeiro im Estadio dos Laranjeiras ausgetragen. Meister wird zum zweiten Mal Brasilien.

### Gewichtheben
- 29./30. April: Weltmeisterschaften im Gewichtheben 1922

### Leichtathletik

#### Leichtathletik-Weltrekorde

##### Sprint
- 21. Mai: Marie Mejzlíková, Tschechoslowakei, läuft die 200 Meter der Frauen in 28,6 s.
- 17. Juli: Mary Lines, Großbritannien, läuft die 400 Meter der Frauen in 64,4 s.
- 5. August: Marie Mejzlíková, Tschechoslowakei, läuft die 100 Meter der Frauen in 13,6 s.
- 22. August: Mary Lines, Großbritannien, läuft die 100 Meter der Frauen in 12,8 s.

##### Mittelstreckenlauf
- 6. August: Georgette Lenoir, Frankreich, läuft die 1000 Meter der Frauen in 03:17,4 min.
- 20. August: Georgette Lenoir, Frankreich, läuft die 800 Meter der Frauen 2:30,4 min.

##### Wurfdisziplinen
- 30. Juli: Marie Mejzlíková, Tschechoslowakei erreicht im Speerwurf der Frauen 24,95 m.
- 6. August: Bozena Sramkova, Tschechoslowakei, erreicht im Speerwurf der Frauen 25,01 m.
- 13. August: Bozena Sramkova, Tschechoslowakei erreicht im Speerwurf der Frauen 25,32 m.

##### Sprungdisziplinen
- 20. Mai: Nancy Vorhees, USA, springt in der Kategorie Hochsprung der Frauen 1,46 m.
- 13. Juni: Elizabeth Stine, USA, springt im Dreisprung der Frauen in Marmaronel 10,32 m.
- 3. September: Charles Hoff, Norwegen, springt im Stabhochsprung der Männer 4,12 m.

##### Mehrkampf
- 17. September: Aleksander Klumberg-Kolmpere, Estland, erreicht im Zehnkampf der Männer 6087 Punkte.

### Radsport
- 18. bis 23. Mai: Der Große Preis von Deutschland 1922 führt von Köln über Aachen, Trier und Mannheim zurück nach Köln. Sieger wird Adolf Huschke.
- 24. Mai bis 11. Juni: Giovanni Brunero gewinnt den Giro d’Italia 1922.
- 25. Juni bis 23. Juli: Firmin Lambot gewinnt die Tour de France 1922.
- 29. Juli bis 7. August/17. September: UCI-Bahn-Weltmeisterschaften 1922
- 3. August: UCI-Straßen-Weltmeisterschaften 1922

### Ringen
- 8. bis 11. März: Ringer-Weltmeisterschaften 1922

### Wintersport
- Jänner: Bei der Eiskunstlauf-Europameisterschaft 1922 gibt es einen Dreifachsieg der Österreicher Willy Böckl, Fritz Kachler und Ernst Oppacher.
- 29. Januar: Helene Engelmann und Alfred Berger aus Österreich gewinnen die Paarkonkurrenz der Eiskunstlauf-Weltmeisterschaften 1922.
- 4. bis 6. Februar: Eiskunstlauf-Weltmeisterschaften 1922
- 14. bis 16. Februar: Eishockey-Europameisterschaft 1922
- 19. März: Der Wasalauf wird erstmals durchgeführt.

## Geboren

### Januar
- 05. Januar: Knud E. Andersen, dänischer Radrennfahrer († 1997)
- 06. Januar: Herbert Zwahr, deutscher Fußballspieler
- 07. Januar: Francisco Aramburu, brasilianischer Fußballspieler († 1997)
- 10. Januar: Aldo Ballarin, italienischer Fußballspieler († 1949)
- 15. Januar: Jake Colhouer, US-amerikanischer American-Football-Spieler († 1998)
- 21. Januar: Rhoda Wurtele, kanadische Skirennläuferin
- 21. Januar: Rhona Wurtele, kanadische Skirennläuferin († 2020)
- 22. Januar: Arciso Artesiani, italienischer Motorradrennfahrer († 2005)
- 22. Januar: Eugen Böhringer, deutscher Automobilrennfahrer († 2013)
- 29. Januar: Franz Alexius, deutscher Fußballspieler († 1997)
- 29. Januar: Rino Pucci, italienischer Radrennfahrer († 1986)

### Februar
- 02. Februar: Jan Kula, polnischer Skisportler († 1995)
- 03. Februar: José Vicente Chandler, puerto-ricanischer Leichtathlet († 2022)
- 05. Februar: Alain de Changy, belgischer Automobilrennfahrer († 1994)
- 08. Februar: Juri Awerbach, russischer Schachspieler († 2022)
- 13. Februar: Willi Heeks, deutscher Automobilrennfahrer († 1996)
- 15. Februar: Ernie Clements, britischer Radrennfahrer († 2006)
- 16. Februar: Rudolf Teschner, deutscher Schachspieler († 2006)
- 20. Februar: Bim Diederich, luxemburgischer Radsportler († 2012)
- 22. Februar: Marshall Teague, US-amerikanischer Automobilrennfahrer († 1959)
- 26. Februar: Karl Aage Præst, dänischer Fußballspieler († 2011)

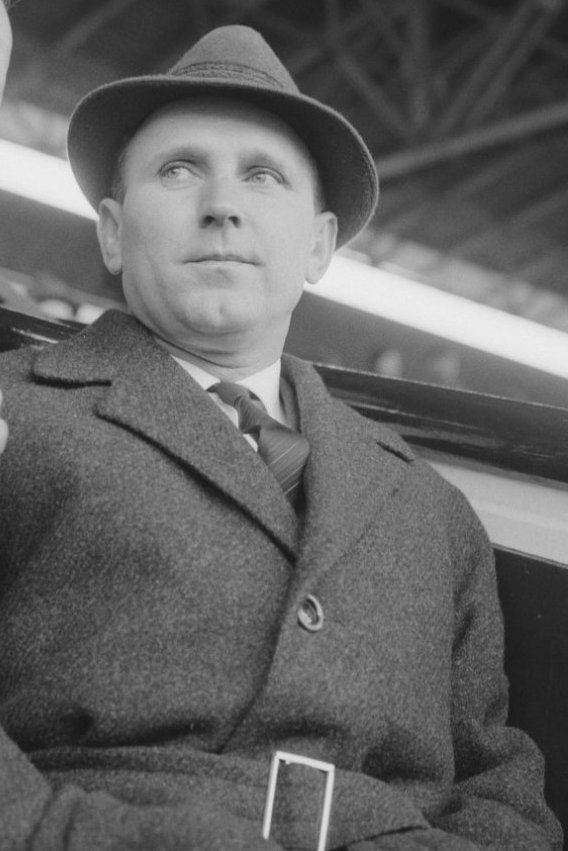
Nándor Hidegkuti (1960)

### März
- 03. März: Nándor Hidegkuti, ungarischer Fußballspieler († 2002)
- 04. März: Richard von Frankenberg, deutscher Automobilrennfahrer, Journalist und Autor († 1973)
- 04. März: Xenia Stad-de Jong, niederländische Leichtathletin († 2012)
- 07. März: Andy Phillip, US-amerikanischer Basketballspieler († 2001)
- 07. März: Ernst Riedelbauch, deutscher Motorradrennfahrer († 1997)
- 10. März: Anneliese Schuh-Proxauf, österreichische Skirennläuferin und Unternehmerin († 2020)
- 11. März: Giuseppe Baldini, italienischer Fußballspieler und -trainer († 2009)
- 15. März: Nino Bibbia, italienischer Wintersportler († 2013)
- 15. März: Kristoffer Lepsøe, norwegischer Ruderer († 2006)
- 17. März: Holger Seebach, dänischer Fußballspieler († 2011)
- 18. März: Frank Gatski, US-amerikanischer American-Football-Spieler († 2005)
- 19. März: Ernst Bokon, österreichischer Fußballspieler († 1991)
- 19. März: Lidija Selichowa, sowjetisch-russische Eisschnellläuferin († 2003)
- 28. März: Helge Christian Bronée, dänischer Fußballspieler († 1999)
- 28. März: Joey Maxim, US-amerikanischer Boxer († 2001)
- 28. März: Fred Naumetz, US-amerikanischer American-Football-Spieler († 1998)
- 31. März: René Buser, Schweizer Tennisspieler († 2013)

### April
- 03. April: Ernie Adams, englischer Fußballspieler († 2009)
- 04. April: João Ferreira Bigode, brasilianischer Fußballspieler († 2003)
- 04. April: Pál Kucsera, ungarischer Radsportler († 1985)
- 05. April: Tom Finney, englischer Fußballspieler († 2014)
- 05. April: Alfonso Thiele, italienischer Automobilrennfahrer († 1986)
- 09. April: Johnny Thomson, US-amerikanischer Automobilrennfahrer († 1960)
- 10. April: Giuseppe Casari, italienischer Fußballspieler († 2013)
- 13. April: Helen Schifano, US-amerikanische Kunstturnerin († 2007)
- 15. April: Graham Whitehead, britischer Automobilrennfahrer († 1981)
- 17. April: Helmut Hadwiger, österreichischer Skispringer († 2004)
- 18. April: Ollie Poole, US-amerikanischer American-Football-Spieler († 2009)
- 19. April: Kuno Klötzer, deutscher Fußballtrainer († 2011)
- 20. April: Engelbert Haider, österreichisch-deutscher Skirennläufer († 1999)
- 22. April: Ingeborg Schmitz, deutsche Schwimmerin († unbekannt)
- 26. April: Roger Grava, italienisch-französischer Fußballspieler († 1949)

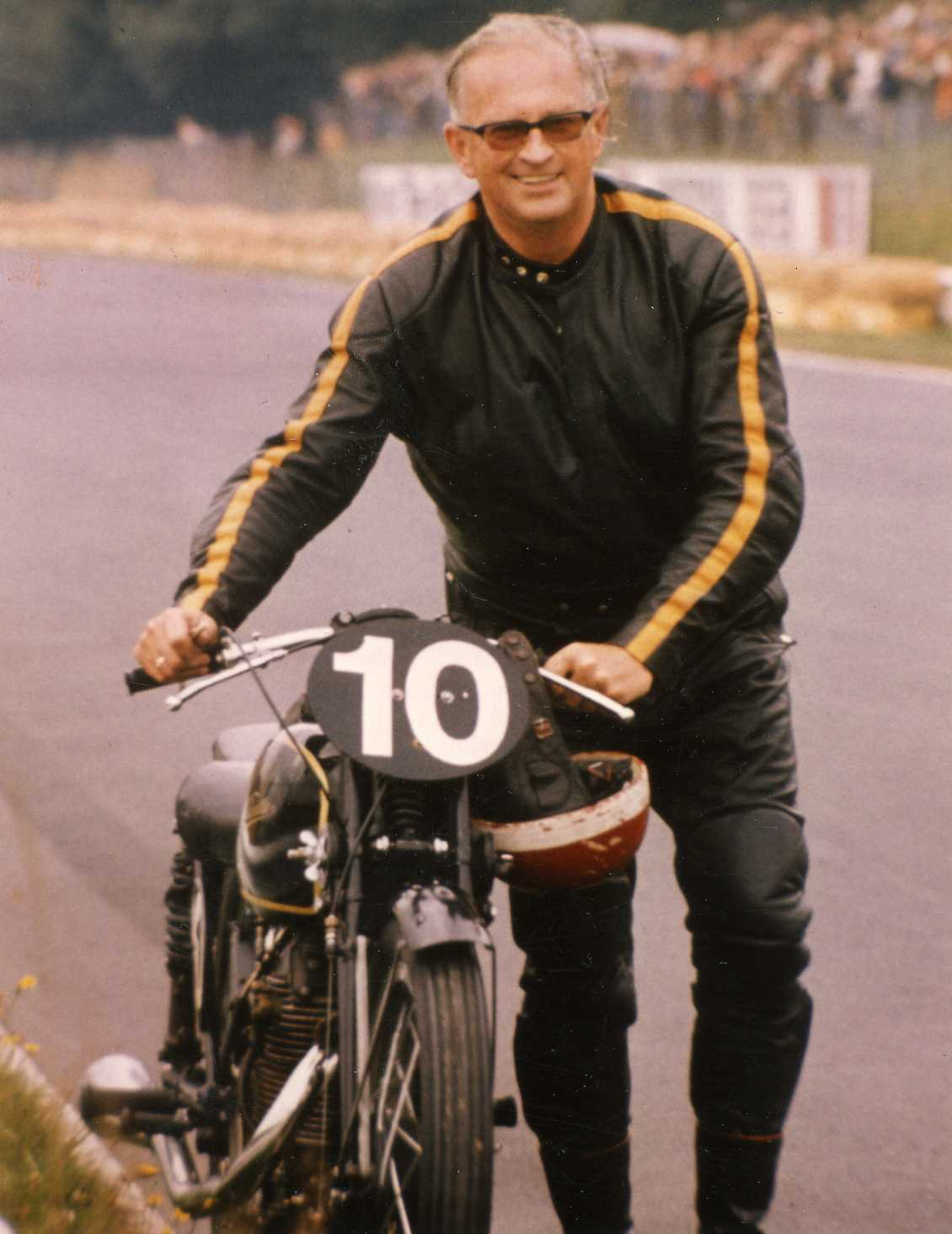
Helmut Krackowizer

- 29. April: Helmut Krackowizer, österreichischer Wirtschaftswissenschaftler, Journalist, Motorradrennfahrer und Experte für Motorradgeschichte († 2001)

### Mai
- 06. Mai: Jean Braquet, luxemburgischer Fußballspieler
- 06. Mai: Pat Harder, US-amerikanischer American-Football-Spieler († 1992)
- 12. Mai: Roy Salvadori, britischer Automobilrennfahrer († 2012)
- 16. Mai: Nancy Mackay, kanadische Sprinterin († 2024)
- 19. Mai: Herbert Burdenski, deutscher Fußballspieler und Fußballtrainer († 2001)
- 21. Mai: Arturo Hammersley, chilenischer Skirennläufer († 2014)
- 26. Mai: Herbert Schade, deutscher Leichtathlet († 1994)

### Juni
- 06. Juni: Ebbe Parsner, dänischer Ruderer († 2013)
- 13. Juni: Gunnar Konsmo, norwegischer Eisschnellläufer († 1996)
- 13. Juni: Vittorio Marzotto, italienischer Automobilrennfahrer († 1999)
- 16. Juni: Gerhard Kießling, deutscher Eishockeyspieler und -trainer († 2017)
- 19. Juni: Carlos Noriega, uruguayischer Wasserspringer und Schwimmer († 1991)
- 19. Juni: Fritz Schollmeyer, deutscher Fußballtrainer († unbekannt)
- 22. Juni: Osvaldo Fattori, italienischer Fußballspieler und -trainer († 2017)
- 30. Juni: Heinrich Bednar, österreichischer Tischtennisspieler († 2000)

### Juli
- 01. Juli: Riccardo Carapellese, italienischer Fußballspieler und -trainer († 1995)
- 02. Juli: Jacques Pollet, französischer Automobilrennfahrer († 1997)
- 09. Juli: Jim Pollard, US-amerikanischer Basketballspieler († 1993)
- 10. Juli: Jake LaMotta, US-amerikanischer Mittelgewichtsboxer († 2017)
- 10. Juli: Herb McKenley, jamaikanischer Leichtathlet und Olympiasieger († 2007)
- 11. Juli: Fritz Riess, deutscher Automobilrennfahrer († 1991)
- 12. Juli: August Kiuru, finnischer Skilangläufer († 2009)
- 17. Juli: Ulrich Poltera, Schweizer Eishockeyspieler († 1994)
- 18. Juli: Hedy Stenuf, österreichische Eiskunstläuferin († 2010)

### August
- 10. August: Loro Boriçi, albanischer Fußballspieler und -trainer († 1984)
- 23. August: Arnold Andenmatten, Schweizer Skisportler und -lehrer († 2018)
- 23. August: George Kell, US-amerikanischer Baseballspieler († 2009)

### September
- 01. September: Clas Haraldsson, schwedischer Skisportler († 1984)
- 02. September: Martin Christoffel, Schweizer Schachspieler († 2001)
- 07. September: Preben Larsen, dänischer Leichtathlet († 1965)
- 08. September: Héctor Rossetto, argentinischer Schachmeister († 2009)
- 10. September: Hans Baltisberger, deutscher Motorradrennfahrer († 1956)
- 13. September: Edi Rada, österreichischer Eiskunstläufer († 1997)
- 19. September: Emil Zátopek, tschechischer Leichtathlet († 2000)
- 19. September: Dana Zátopková, tschechische Leichtathletin, Olympiasiegerin († 2020)
- 20. September: Rudolf Wurmbrand, österreichischer Eishockeyspieler († 1972)

### Oktober
- 05. Oktober: José Froilán González, argentinischer Automobilrennfahrer († 2013)
- 07. Oktober: Tommaso Maestrelli, italienischer Fußballspieler und -trainer († 1976)

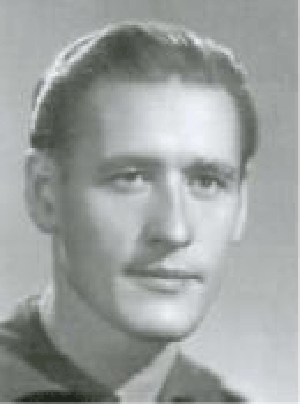
Nils Liedholm

- 08. Oktober: Nils Liedholm, schwedischer Fußball- und Bandyspieler sowie Fußballtrainer († 2007)
- 10. Oktober: Helmut Nordhaus, deutscher Fußballspieler († 2014)
- 13. Oktober: Pierre Huylebroeck, belgischer Eisschnellläufer († 1989)
- 18. Oktober: Arsène Luchini, französischer Skispringer († 1998)
- 23. Oktober: Juan Jorge Giha, peruanischer Sportschütze († 1999)
- 28. Oktober: Ernest Vaast, französischer Fußballspieler († 2011)
- 30. Oktober: Heinrich Dahlinger, deutscher Handballspieler († 2008)

### November
- 08. November: Ademir de Menezes, brasilianischer Fußballspieler († 1996)
- 09. November: Paul-Friedrich Reder, deutscher Handballspieler und -trainer († 2004)
- 09. November: Hans-Martin Trepp, Schweizer Eishockeyspieler († 1970)
- 18. November: Marjorie Gestring, US-amerikanische Wasserspringerin († 1992)
- 19. November: Rajko Mitić, jugoslawischer Fußballspieler und -trainer († 2008)
- 20. November: Johnny Leach, englischer Tischtennisspieler († 2014)
- 22. November: Roberto Aballay, argentinischer Fußballspieler († 1982)
- 26. November: Étienne Gailly, belgischer Leichtathlet († 1971)
- 29. November: Ria Baran, deutsche Eiskunstläuferin († 1986)
- 29. November: Hans-Werner Grosse, deutscher Segelflieger († 2021)

### Dezember
- 01. Dezember: Wsewolod Bobrow, sowjetischer Fußball- und Eishockeyspieler († 1979)
- 01. Dezember: Gerd Mehl, deutscher Sportreporter († 2001)
- 02. Dezember: Jekaterina Kalintschuk, sowjetisch-russische Turnerin († 1997)
- 02. Dezember: Joan McLagan, kanadische Schwimmerin († 2022)
- 06. Dezember: Guy Thys, belgischer Fußballtrainer († 2003)
- 07. Dezember: Vilhelm Hellman, schwedischer Skispringer († 1991)
- 10. Dezember: Harry Siljander, finnischer Boxer († 2010)
- 12. Dezember: Július Schubert, tschechoslowakischer Fußballspieler († 1949)
- 17. Dezember: Jan Gąsienica-Ciaptak, polnischer Skisportler († 2009)
- 19. Dezember: Niels Holst-Sørensen, dänischer Leichtathlet und Sportfunktionär († 2023)
- 19. Dezember: János Kilián, ungarischer Eisschnellläufer und Eisschnelllauftrainer († 2016)
- 23. Dezember: Micheline Ostermeyer, französische Leichtathletin und Pianistin († 2001)

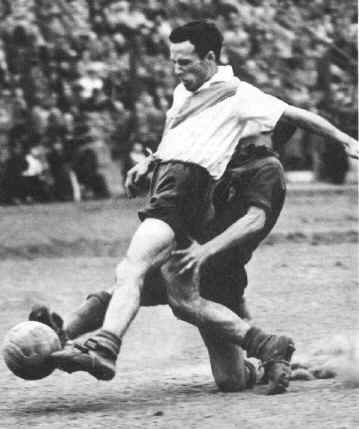
Félix Loustau im Trikot von River Plate

- 25. Dezember: Félix Loustau, argentinischer Fußballspieler († 2003)
- 28. Dezember: Otto Eckl, österreichischer Tischtennisspieler († 1993)
- 28. Dezember: Benny Schnoor, dänischer Radrennfahrer († 2003)
- 31. Dezember: Tom Fears, US-amerikanischer American-Football-Spieler und -Trainer († 2000)

## Gestorben
- 13. Februar: Tullio Bozza, italienischer Fechter (* 1891)
- 22. Februar: Frithjof Olsen, norwegischer Turner (* 1883)
- 25. Februar: Pál Simon, ungarischer Sprinter (* 1891)

- 01. März: Pichichi, spanischer Fußballspieler († 1892)
- 07. März: William Laurentz, französischer Tennisspieler (* 1895)

- 19. April: Theodor von Scheve, deutscher Schachmeister (* 1851)
- 22. April: Paul Willführ, deutscher Leichtathlet (* 1885)

- 08. Mai: Otto Hieronimus, deutsch-österreichischer Automobilkonstrukteur und -rennfahrer (* 1879)

- 01. Juni: Émile Vercruysse, französischer Turner (* 1887)
- 02. Juni: Denis Horgan, irischer Kugelstoßer (* 1871)

- 14. Juli: Alf Davies, britischer Schwimmer und Wasserballspieler (* 1882)
- 15. Juli: Biagio Nazzaro, italienischer Automobil- und Motorradrennfahrer (* 1890)

- 29. August: Vic Gonsalves, niederländischer Fußballspieler (* 1887)

- 03. September: René Tartara, französischer Schwimmer (* 1881)
- 07. September: Léonce Girardot, französischer Automobilrennfahrer (* 1864)
- 09. September: Gregor Kuhn, deutscher Automobilrennfahrer (* unbekannt)
- 18. September: Auguste Cavadini, französischer Sportschütze (* 1865)

- 05. Oktober: Alexander Apollonowitsch Alenizyn, russischer Tennisspieler (* 1884)

- 13. November: Gösta Runö, schwedischer Moderner Fünfkämpfer (* 1896)
- 19. November: Charles Thias, US-amerikanischer Tauzieher (* 1879)

- 04. Dezember: Félix Picon, französischer Segler (* 1874)
- 10. Dezember: David McMackon, kanadischer Sportschütze (* 1858)

- José de Amézola, spanischer Pelotaspieler (* 1874)
- Otto Noll, österreichischer Fußballspieler (* 1882)